# Chiesa di Santa Maria (Great Bedwyn)
La chiesa di Santa Maria (in inglese St Mary's church), o in modo più completo chiesa di Santa Maria Vergine, è la parrocchiale anglicana che si trova a Great Bedwyn, villaggio e parrocchia civile della contea del Wiltshire, nel Sud Ovest dell'Inghilterra, Regno Unito. Il luogo di culto risale al XII secolo, rientra nella diocesi di Salisbury ed è considerato dall'English Heritage un monumento classificato di prima categoria per il suo particolare interesse storico e architettonico.

## Storia

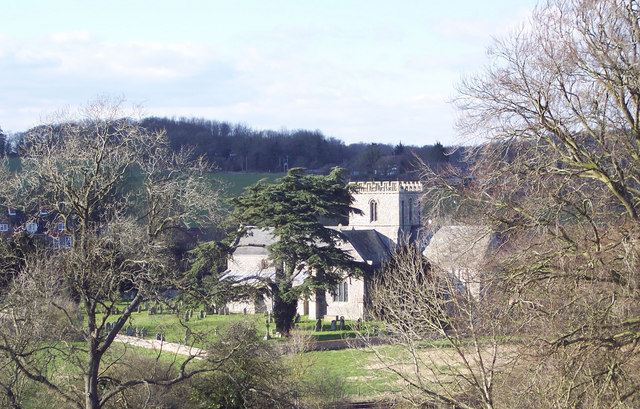
La chiesa di Santa Maria a Great Bedwyn in un'immagine d'insieme

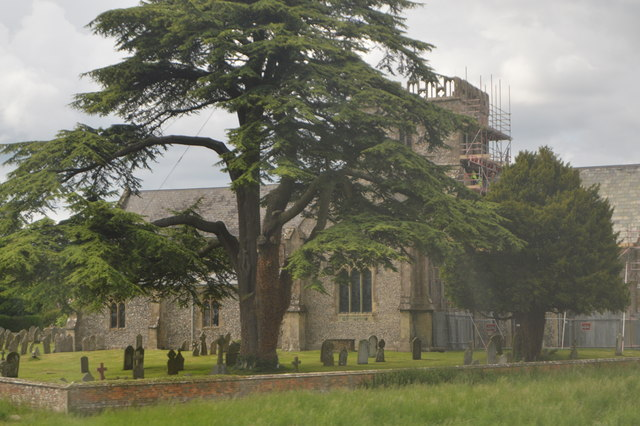
Chiesa con accanto il cimitero della comunità

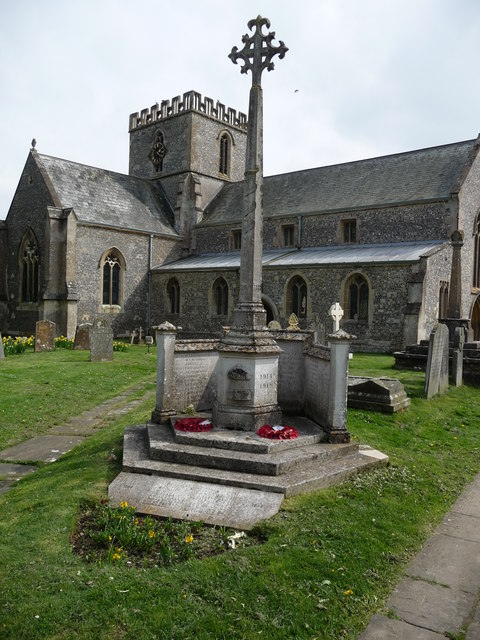
Memoriale di Guerra presente nel cimitero della chiesa

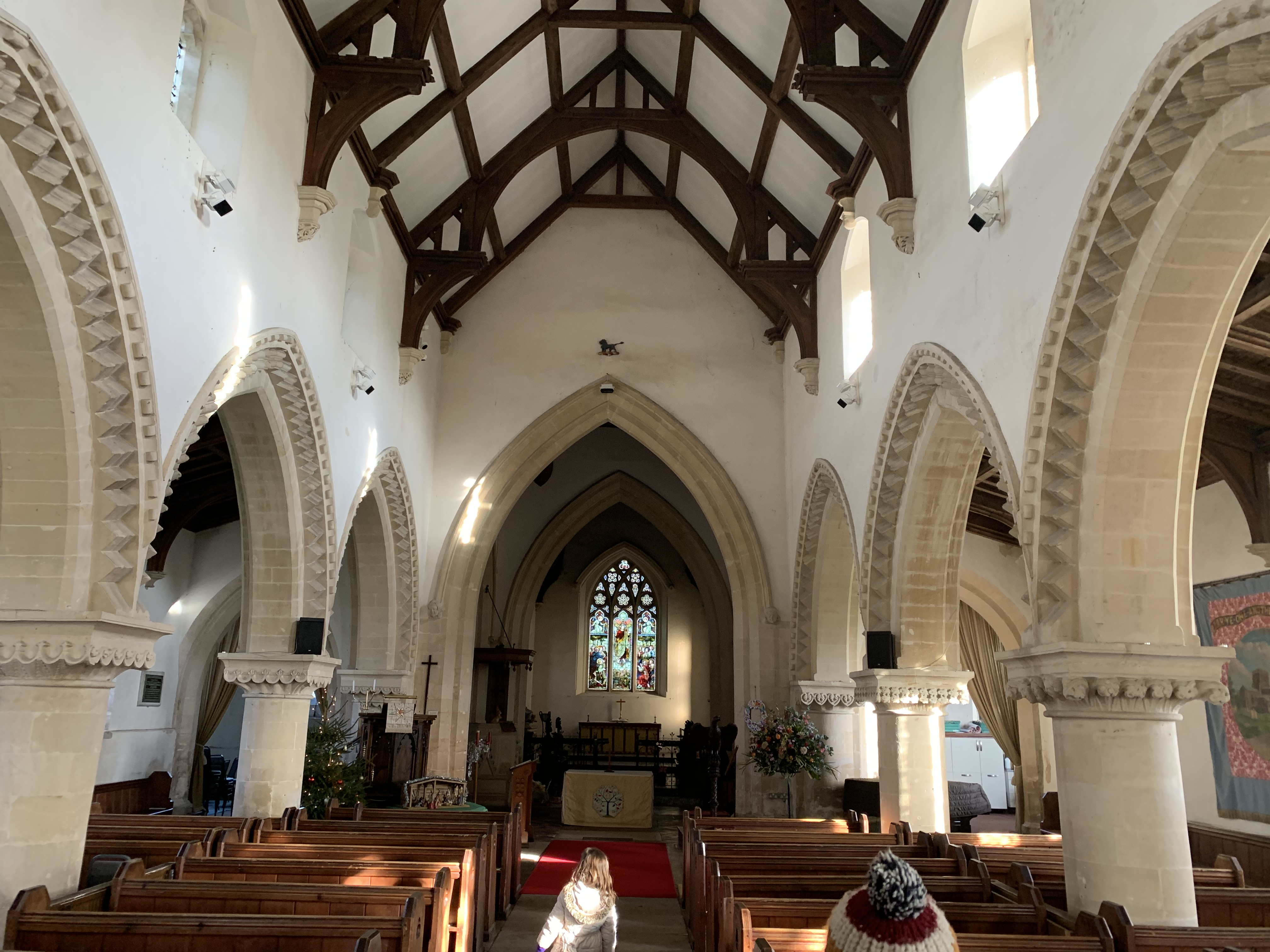
Interno della sala

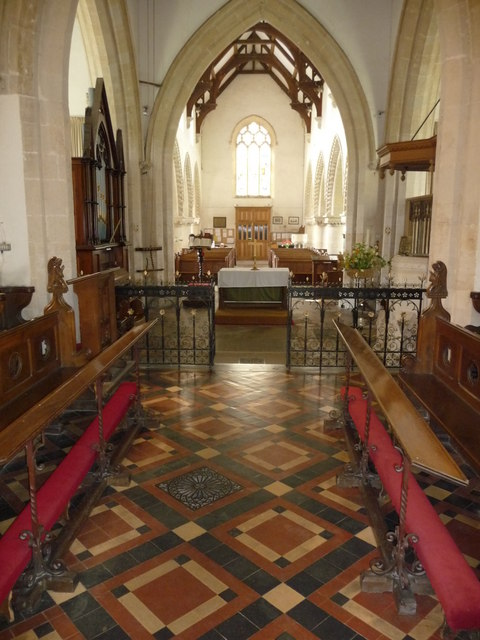
Particolare della navata centrale con la sua pavimentazione

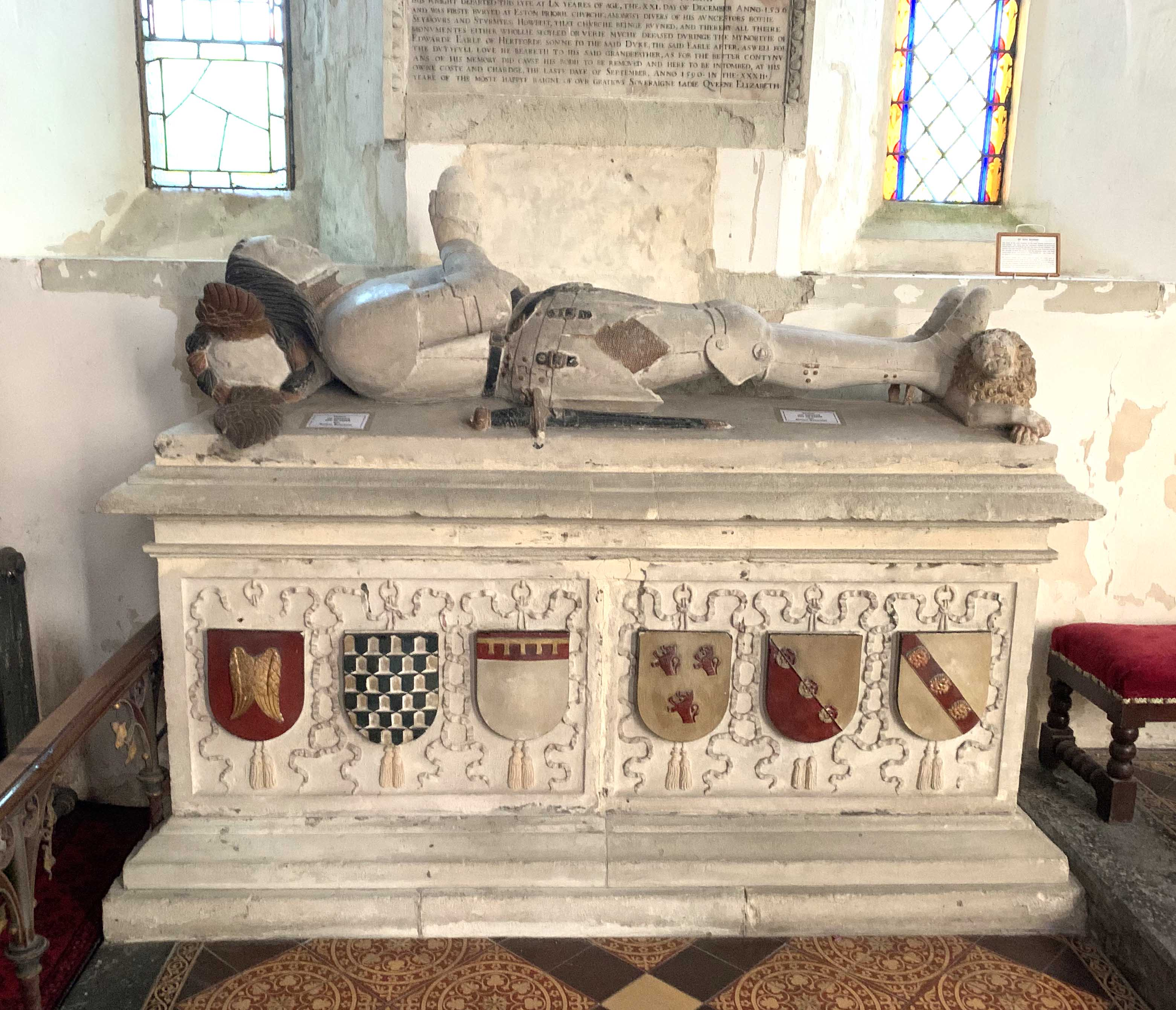
Tomba con monumento funebre di John Seymour

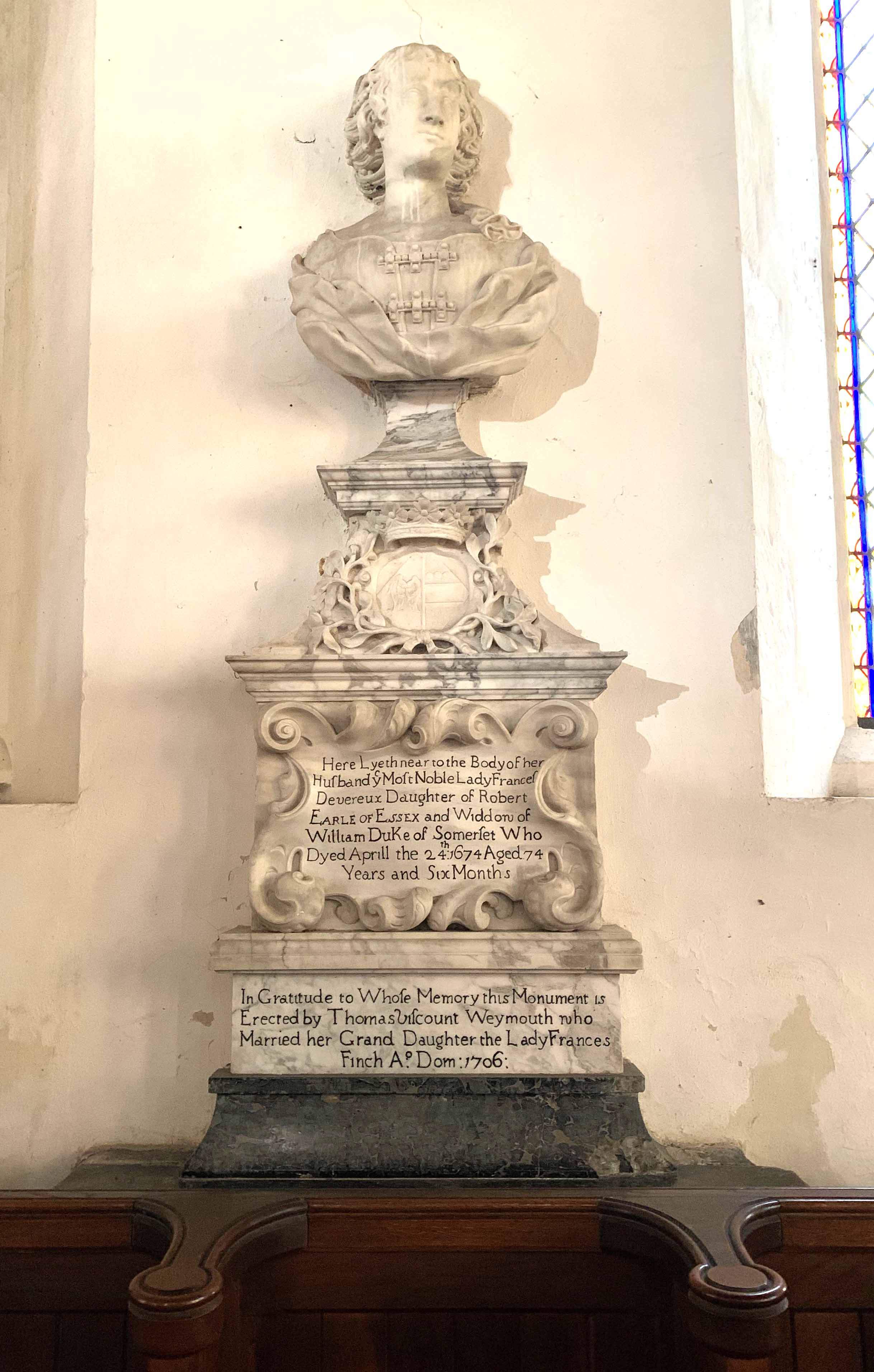
Monumento funebre dedicato a Frances Devereux

È possibile che una chiesa sorgesse a Great Bedwyn fin dal X secolo. I vangeli latini sopravvissuti a quell'epoca prescrivono che le decime dovevano essere utilizzate per il sostentamento dei servi di Dio a Bedwyn. Nel 905 inoltre è documentato che il vescovo di Winchester, Alhund, acquistò un terreno a Great Bedwyn per costruirvi una chiesa. È noto che già nel 1066 vi era presente una chiesa e, sebbene la posizione non sia stata registrata, si trovano alcune solide fondamenta sassoni sotto la chiesa del XII secolo. Il Domesday Survey riporta che nel 1066 e nel 1086 "Beduinde" apparteneva al sacerdote Brictward, e viene menzionata anche una chiesa. I proventi della chiesa furono concessi alla cattedrale di Salisbury nel 1091 come parte di una prebenda. Nel 1086 la chiesa apparteneva a Bristoard, il sacerdote, che l'aveva ereditata da suo padre. I terreni della chiesa erano documentati per una notevole estensione. Nel 1091 le sue entrate furono assegnate a Osmund, vescovo della cattedrale di Salisbury, come dotazione della prebenda di Bedwyn. Quando il prebendario fu sciolto nel 1543, la proprietà e la giurisdizione passarono al maniero prebendale, di proprietà del Duca di Somerset, e nel 1547, a Tottenham Lodge and House. Il terreno del maniero prebendale fu venduto alla Corona nel 1950 e la giurisdizione passò al vescovo di Salisbury. Nel Medioevo, diverse cappelle furono affidate alla chiesa di Great Bedwyn. All'interno della parrocchia di Great Bedwyn, si trovava la cappella signorile di Crofton Braboef, menzionata per la prima volta nel 1317. Esistevano poi cappelle di agio anche a East Grafton, Marten, Wilton, Little Bedwyn, Chisbury e Knowle. Rimangono solo le cappelle di Little Bedwyn e Chisbury. Little Bedwyn divenne una parrocchia separata nel XVI secolo e la parrocchia di Great Bedwyn si ridusse ulteriormente nel corso del XIX secolo, con l'istituzione di nuove chiese e distretti a East Grafton e nella foresta di Savernake. La chiesa di Great Bedwyn fa parte del gruppo di Savernake e costituisce una delle 11 parrocchie della diocesi di Salisbury.
L'edificio è stato eretta a partire dal XII secolo, il presbiterio è stato ricostruito alla fine del XIII secolo, una navata laterale è risalente alla fine del XII secolo. Il cleristorio fu rifatto nel XV secolo, mentre il transetto e la crociera risalgono all'inizio del XIV secolo. La facciata occidentale fu costruita nel 1843 e la chiesa fu ampiamente restaurata tra il 1853 e il 1855 da Thomas Henry Wyatt. La chiesa di Great Bedwyn ha avuto diversi ecclesiastici di rilievo, tra cui Thomas Beckington, rettore della parrocchia prima di diventare segretario di re Enrico VI e vescovo di Bath e Wells nel 1443, e lo storico e reverendo John Ward, vicario dal 1826 al 1850, autore di una storia della parrocchia, nonché di scavi presso il sito della villa romana di Bedwyn Brail e di alcune delle modifiche ottocentesche alla chiesa. Sia questi scavi sia l'ulteriore restauro della chiesa tra il 1853 e il 1855, secondo i progetti di T.H. Wyatt, furono proseguiti dal successivo vicario, il reverendo William Collings Lukis. Tra il 1878 e il 1879 fu costruita l'ampia casa del vicariato ma fu venduta nel 1968 dventando poi Glebe House. La canonica è una casa moderna costruita nel 1966 sui terreni circostanti la vecchia canonica. I registri ecclesiastici, oltre a quelli in uso, sono conservati presso il Wiltshire & Swindon History Centre a partire dal 1538 per le sepolture, dal 1540 per i matrimoni e dal 1554 per i battesimi. Mancano dati solo per le sepolture e battesimi dal 1635 al 1636 e per le sepolture dal 1769 al 1779.

## Descrizione
L'English Heritage ha inserito dal 22 agosto 1966 la chiesa di Santa Maria a Great Bedwyn tra gli edifici storici come monumento classificato di prima categoria col numero 1184327. La chiesa appartiene alla diocesi di Salisbury.

### Esterni
Si tratta della chiesa parrocchiale anglicana che si trova a sud del villaggio Great Bedwyn, parrocchia civile del Wiltshire nel Sud Ovest dell'Inghilterra. L'edificio è una struttura in selce con rivestimenti in pietra calcarea. La sua pianta comprende il presbiterio, la navata centrale e due navate laterali, il portico meridionale, la sagrestia settentrionale e la torre centrale. Le facciate in muratura e pietra con selce hanno decorazioni in pietra, e l'esterno non mostra più nulla dell'architettura del XII e XIII secolo dopo le modifiche che includevano il rifacimento degli interni e la rimozione delle gallerie del XVIII secolo. Le coperture dei tetti sono a falda relativamente bassa e rifinite in piombo. La torretta delle scale all'angolo nord-est della torre fu costruita nel 1840 e la facciata ovest della chiesa fu ricostruita nel 1843. La cella campanaria della chiesa ospita sette campane, la più antica delle quali risale al 1633. La campana principale è una delle più pesanti del Wiltshire, con un peso di quattro tonnellate e mezzo. Probabilmente nel 1623, quando il tenore fu fuso da John Wallis, il numero di campane fu aumentato a sei. Delle altre cinque campane presenti nell'anello, una fu fusa da William Purdue e Nathaniel Boulter nel 1656, le altre da Henry Knight di Reading nel 1671. Una campana del Sanctus fu fusa da John Cor nel 1741. Nel sagrato si trovano croci da predicazione, alcune delle quali risalgono al XIII secolo. Attorno alla chiesa si trova il cimitero della comunità.

### Interni
La sala è di grandi dimensioni, con navata centrale a quattro campate e due navate laterali separate con archi a sesto acuto con modanature a chevron e a stipiti su abachi quadrati e colonne rotonde. I capitelli sono fortemente scolpiti con un tema smerlato variegato. Il restauro vittoriano ha portato alla luce alcuni affreschi su diverse pareti interne, raffiguranti figure di cavalieri, santi e vescovi che si ritiene risalgano al XIV secolo. Poco dopo la scoperta, gli affreschi furono ricoperti di pittura per preservarli. Nello stesso periodo, i lavori sui contrafforti portarono alla luce bare in pietra incastonate nelle pareti, descritte all'epoca come di stile inglese antico. Le piastrelle del pavimento della chiesa, prodotte localmente e conservate al British Museum, includono una coppia raffigurante un Cavaliere templare che combatte contro un Saraceno. Copie delle piastrelle originali del XII o XIII secolo sono ancora presenti nella chiesa. Gli archi del transetto sud ospitano i monumenti commemorativi di due membri della famiglia De Stokke: Sir Adam De Stokke, un crociato morto nel 1313, e, di fronte, Rodger de Stokke, suo figlio morto nel 1343. La chiesa ospita anche un monumento commemorativo dedicato a Sir John Seymour, padre del Lord Protettore, Duca di Somerset e di Jane Seymour, che divenne regina con Enrico VIII e padre di Edoardo VI. La statua lo raffigura armato, con le mani in preghiera, appoggiato su un elmo con ali in legno intagliato, col leone ai suoi piedi e spada al fianco. In alto, l'iscrizione dedicatoria incastonata nel muro con bordature e stemmi con nastri. La cassa presenta scudi  e molti nastri. Il monumento a muro del 1706, in marmi bianchi e neri, è dedicato a Frances Devereux, duchessa di Somerset, morta nel 1674 e figlia del Conte di Essex. Tavolo a forma di cintura con 3 ordini di pannelli sormontati dal busto.
La chiesa conserva anche i resti di una vetrata proveniente dalla casa di Lady Jane, Wolfhall, portata in chiesa nel 1901. Il corredo liturgico della chiesa, che all'inizio del XV secolo era ricco, includendo piatti, libri e paramenti, conserva pochi pezzi del XVIII secolo donati alla chiesa nel XIX secolo. In passato dalla chiesa furono rimossi anche un baule parrocchiale in quercia dell'inizio del XIII secolo, poi conservato al V&A, e una copia di un orologio di tipo antico commissionato a un orologiaio di Marlborough nel 1767. Il fonte battesimale ha una vasca alta su fusti Purbeck a grappolo ed è del 1854. Il pulpito, nella crociera, è dello stesso periodo. L'organo nel transetto sud è opera di T.W.Walker realizzato nel 1888. Il tramezzo del presbiterio, del 1852, è in ferro battuto, in sostituzione del tramezzo originale in quercia del XIV secolo, divenuto trasversale al transetto nord. La balaustra della comunione è del XIX secolo, con piastrelle a encausto. Nel transetto sud si trova l'acquasantiera intagliata naturalisticamente e mensola con baldacchino ogee a uncinetto, della metà del XIV secolo. Nella navata si conserva una raffigurazione della Regina del Cielo seduta scolpita nel risvolto orientale dell'arcata settentrionale, ritenuta intatta nel 1860. Un frammento del coperchio di una bara reca il simbolo dei Cavalieri templari.